# Agnes Monica
Agnes Monica, volledige naam Agnes Monica Muljoto en ook gekend als Agnezmo of Agmon (Jakarta, 1 juli 1986) is een Indonesische popzangeres. Zij begon haar carrière al op zesjarige leeftijd. Als kindzangeresje bracht ze drie albums uit en presenteerde ze verschillende kinderprogramma’s op televisie. Op tienerleeftijd begon ze ook te acteren en na een rol in de soap Pernikahan Dini was haar carrière gelanceerd en werd ze de bestbetaalde tienerster van Indonesië.
In 2003 bracht ze haar vierde album And the Story Goes op de markt dat meteen haar overgang aangaf van kindzangeresje naar volwassen vrouwelijke artiest. Voor het volgende album Whaddup A '..?! in 2005 werkte ze samen met de Amerikaanse R&B-singer-songwriter Keith Martin. In 2006 acteerde ze in twee Taiwanese televisieseries Romance In The White House en The Hospital. 
Agnes won twee jaar op rij (2008 & 2009) de Best Asian Artist Award tijdens het Asian Song Festival in Seoel, Zuid-Korea. Bij het zesde studioalbum Sacredly Agnezious (2009) werkte ze mee als producer en songwriter. In 2010 was ze jurylid bij het talentenjachtprogramma Indonesian Idol en in 2010 was ze internationale gastvrouw op de rode loper tijdens de American Music Awards 2010 in Los Angeles.
Agnes geldt als de meest succesvolle artiest in Indonesië met tien Anugerah Musik Indonesia Awards, zeven Panasonic Awards en vier MTV Indonesia Awards. Ze kreeg ook de Nugraha Bhakti Musik Indonesia (NBMI) van het “Ministerie van Cultuur en Toerisme” en van de Singers, Songwriters, and Music Record Producers Association of Indonesia (PAPPRI) voor haar bijdrage aan de Indonesische muziekindustrie. Agnes is aangesteld als “anti-drugambassadrice van Azië” alsook als “ambassadrice van MTV EXIT” in de strijd tegen mensenhandel.

## Biografie
Agnes Monica Muljoto werd geboren in Jakarta, Indonesië, op 1 juli 1986 in een "Yang" familie van Chinese Indonesiërs (Meixian Hakka), zij heeft de Chinese naam Yang shi man (杨诗曼). Ze is het jongste kind van Jenny Siswono, een voormalige tafeltennisspeler, en Ricky Muljoto, een voormalige basketbalspeler. Haar oudere broer, Steve Muljoto, is haar manager. Zij ging naar de Tarakanita-basisschool en de middelbare school Pelita Harapan.

## Discografie
- Si Meong (1992)
- Yess! (1995)
- Bala-Bala (1996)
- And the Story Goes (2003)
- Whaddup A'..?! (2005)
- Nez (2008)
- Sacredly Agnezious (2009)
- Agnes Is My Name (2011)
- Agnez Mo (2013)

## Televisieseries
- Mr Hologram (1999)
- Pernikahan Dini (2001)
- Amanda (2002)
- Ciuman Pertama (2002)
- Cinta Selembut Awan (2002)
- Cewekku Jutek (2003)
- Cantik (2004)
- Bunga Perawan (2004)
- Ku 'Tlah Jatuh Cinta (2005)
- Pink (2006)
- Romance In The White House (2006)
- The Hospital (2006)
- Kawin Muda (2006)
- Jelita (2008)
- Kawin Masal (2008)
- Pejantan Cantik (2010)
- Mimo Ketemu Poscha (2012)
- 3 Peas in a Pod – gastoptreden & titelsong (2013)

- Gemeinsame Normdatei: 1335878777
- International Standard Name Identifier: 0000 0003 7240 9334
- Library of Congress Control Number: n2012200294
- MusicBrainz: fefae7fc-2c9d-4a45-b84c-2875a68ac803
- Nederlandse Thesaurus van Auteursnamen: 357532775
- Virtual International Authority File: 302575719
- WorldCat: E39PBJdGGC79chw3kWxT9PCPcP